# Luxemburg-Ligny
Luxemburg-Ligny ist die in Frankreich naturalisierte jüngere Linie des deutschen Hauses Limburg-Arlon, dessen ältere Linie als Haus Luxemburg mit Heinrich VII. 1308 den deutschen Königsthron bestieg. Gemeinsamer Stammvater beider Linien ist Graf Heinrich V. von Luxemburg († 1281).

## Geschichte
Heinrichs jüngerer Sohn Walram erbte von seiner Mutter Margareta von Bar die Herrschaft Ligny. Sein Urenkel Guy wurde 1361 Herr von Roussy, 1367 Graf von Ligny und Saint-Pol, dessen Sohn war der Connétable von Frankreich Waléran de Luxembourg. Durch die Ehe von Walérans Bruder Jean II. kamen die Grafschaften Brienne und Conversano an die Familie. Dessen Sohn Jean III. gelang es durch ein Bündnis mit den Engländern, Ansprüche auf die Grafschaft Guise durchzusetzen. Jeans Neffe Louis I. war der zweite Connétable aus dem Haus Luxemburg, seine Ehe mit Johanna von Bar brachte der Familie die Grafschaft Soissons ein.
Das Haus Luxemburg-Ligny erreichte den Höhepunkt seines Ansehens, als François de Luxembourg, ein Ururenkel des Connétable Louis, 1576 zum Duc de Piney und 1581 zum Pair von Frankreich ernannt wurde. Sein Sohn nannte sich Duc de Luxembourg et de Piney. Dessen Erbtochter Marguerite heiratete in zweiter Ehe Charles Henri de Clermont, Duc de Luxembourg et de Piney, deren Erbtochter wiederum Madeleine de Clermont-Tonnerre war, die 1661 François-Henri de Montmorency, den später Marschall von Luxemburg genannten Marschall von Frankreich heiratete.
François de Luxembourg, Duc de Piney, ließ 1546 im Süden von Paris ein Landhaus bauen, das nach ihm Petit Luxembourg genannt wurde. Dieses Landhaus wurde 1612 von Maria von Medici erworben und in den Jahren 1615 bis 1620 zum Schloss Grand Luxembourg umgebaut. Das Gebäude heißt heute Palais du Luxembourg, der angrenzende Park Jardin du Luxembourg.

## Stammliste

### Bis zum Ende des 14. Jahrhunderts
1. Heinrich V. der Blonde, † 1281, Graf von Luxemburg; ⚭ Margareta von Bar, Dame de Ligny-en-Barrois, Tochter von Graf Heinrich II. (Haus Scarponnois) – siehe Haus Limburg-Arlon
  1. Heinrich VI., X 1288 in der Schlacht von Worringen, Graf von Luxemburg – Nachkommen siehe Stammliste des kaiserlichen Hauses Luxemburg 
  2. Walram (Waléran) I., X 1288 in der Schlacht von Worringen, Herr von Ligny, Roussy und Laroche; ⚭ Jeanne, Dame de Beauvoir
    1. Henri II., X 1303, 1295 Herr von Ligny
    2. Waléran II. (* 1275; † 1354) Seigneur de Ligny, de Roussy et de Beauvoir; ⚭ Guyotte Châtelaine de Lille († 1338)
      1. Jean I. († 1364) Seigneur de Ligny, de Roussy et de Beauvoir; ⚭ I 1330 Alix von Flandern († 1346); ⚭II Jeanne Bacon
        1. (I) Marie († 1376/1382); ⚭ I Henri V. de Vaudémont († 1365), Sire de Joinville, Graf von Vaudémont
        2. (I) Henri († 1366) Kanoniker in Köln und Cambrai
        3. (I) Jean († 1360), Seigneur de Roussy, Kanoniker in Lüttich, Metz und Trier
        4. (I) Guy († 1371) Comte de Ligny, Seigneur de Roussy et de Beauvoir; ⚭ 1354 Mahaut de Châtillon († 1378), Comtesse de Saint-Pol
          1. Waléran III (* 1356; † 1415), Comte de Ligny et de Saint-Pol, Connétable von Frankreich; ⚭ I 1380 Maud Holland († 1392), Tochter von Thomas Holland, 1. Earl of Kent, und Joan of Kent, somit eine Stieftochter von Edward of Woodstock, dem "Schwarzen Prinzen"; ⚭ II 1393 Bonne de Bar († 1400), Tochter von Herzog Robert I. (Haus Scarponnois)
            1. Jeanne († 1407), Châtelaine de Lille, Comtesse de Ligny; ⚭ Antoine de Bourgogne (* 1384; † 1415), Herzog von Brabant und Limburg (Haus Burgund)
            2. Jean de Luxembourg (unehelich, legitimiert, Mutter: Agnès de Brie) († 1466), Seigneur de Haubourdin, 1433 Ritter des Ordens vom Goldenen Vlies; ⚭ Jacquelin de La Trémoille, Tochter von Pierre II., Witwe von André de Toulongeon
            3. Simon de Luxembourg (unehelich, legitimiert, Mutter: Marie de la Lausière), Propst von Saint-Omer

          2. Marie; ⚭ I Jean II. de Condé († 1391); ⚭ II Simon II., Graf von Salm († 1397)
          3. André († 1396), Bischof von Cambrai
          4. Jeanne († 1430) 1430 Gräfin von Ligny und Saint-Pol
          5. Marguerite; ⚭ I Pierre d’Enghien, Conte di Lecce e di Castro, † 1384 (Haus Enghien); ⚭ II Jean III. Sire de Werchin, Cysoing etc. X 1415
          6. Peter (* 1369; † 1387), 1384 Bischof von Metz, 1386 Kardinal
          7. Jean II. (* 1370; † 1397), Seigneur de Beauvoir et de Richebourg, Graf von Brienne und Conversano; ⚭ Marguerite d’Enghien, Comtesse de Brienne et de Conversano, Dame d’Enghien et de Piney, Tochter von Louis I. (Haus Enghien) – Nachkommen siehe unten

        5. (I) Waléran, 1347 bezeugt
        6. (I) Jacques
        7. (I) Jeanne († 1392), Comtesse de Faucquemberghe; ⚭ I Guy de Châtillon († 1360), Comte de Saint-Pol (Haus Châtillon); ⚭ II Guy VIII. († 1427), Baron de La Rochefoucauld
        8. (I) Philippote († 1359); ⚭ Raoul, Sire de Reineval
        9. (I) Catherine
        10. (I) Jean (* 1342; † 1373), Erzbischof von Mainz 1371–1373

      2. Catherine († 1366)
      3. Waléran
      4. Jacques

    3. Philipotte, 1287 bezeugt
    4. Elisabeth
    5. Marguerite, Nonne, 1290 bezeugt
    6. Marie († 1337), ⚭ Jean de Ghistelles (⚔ 1346 in der Schlacht von Crécy)

### Bis zur Mitte des 16. Jahrhunderts
1. Jean II. (* 1370; † 1397), Seigneur de Beauvoir et de Richebourg, Graf von Brienne und Conversano; ⚭ I Marguerite d’Enghien, Comtesse de Brienne et de Conversano, Dame d’Enghien et de Piney, Tochter von Louis I. (Haus Enghien) – Vorfahren siehe oben
  1. Pierre I. (* 1390; † 1433), Comte de Saint-Pol; ⚭ Marguerite des Balzo (* 1394; † 1469), Tochter von Francesco I., 1. Duca d’Andria, 2. Conte di Montescaglioso e di Squillace
    1. Jacquetta († 1472); ⚭ I John of Lancaster, 1. Duke of Bedford, † 1435; ⚭ II Richard Woodville, 1. Earl Rivers, Ritter des Hosenbandordens, † 1469 – Jacquetta und Richard Woodville sind die Schwiegereltern von König Eduard IV. von England und Jasper Tudor, 1. Duke of Bedford
    2. Louis (Ludwig I.) (* 1418; † 1475), Comte de Saint-Pol, de Brienne, de Ligny, de Guise et de Conversano, Connétable von Frankreich; ⚭ I 1435 Jeanne de Bar (* 1415; † 1462), Comtesse de Marle et de Soissons (Haus Scarponnois); ⚭ II 1466 Maria von Savoyen (* 1448), Tochter von Herzog Ludwig
      1. (I) Johann (X 1476 in der Schlacht bei Murten), 1462 Comte de Marle et de Soissons
      2. (I) Jacqueline († 1511); ⚭ 1455 Philippe I. de Croy († 1511), Comte de Porcien
      3. (I) Peter (Pierre) II., († 1482), Comte de Saint-Pol, de Soissons et de Marle; ⚭ Margarete von Savoyen (* 1439, † 1483) Tochter von Graf Ludwig
        1. Louis, † klein
        2. Claude, † klein
        3. Antoine, † klein
        4. Marie († 1547), 1482 Comtesse de Saint-Pol, de Ligny, de Marle et de Soissons; ⚭ 1) Jakob von Savoyen, Graf von Romont, † 1486, Ritter des Ordens vom Goldenen Vlies; ⚭ 2) François de Bourbon, Comte de Vendôme, † 1495
        5. Françoise, Dame d’Enghien, † 1523; ⚭ Philipp von Kleve-Ravenstein, Herr von Ravenstein, † 1528

      4. (I) Héléne († 1488); ⚭ 1466 Janus von Savoyen († 1491), Graf von Faucigny
      5. (I) Charles (* 1447 † 1509), Bischof von Laon
      6. (I) Antoine († 1519), 1495 Comte de Roussy, de Brienne et de Ligny; ⚭ I Antoinette de Bauffremont, Comtesse de Charny et de Montfort, † 1483, Tochter von Pierre de Bauffremont, Comte de Charny (Haus Bauffremont); ⚭ II Françoise de Croy, Tochter von Philippe I. de Croÿ, 2. Graf von Chimay († 1482); ⚭ III Gilette de Coetivy, Tochter von Olivier de Coëtivy, Seigneur de Taillebourg (Haus Coëtivy)
        1. (I) Philiberte, († 1539), Comtesse de Charny; ⚭ Jean IV. de Chalon, 1475 Prince d’Orange, † 1502 (Haus Chalon)
        2. (I) Claude, † klein
        3. (II) Charles I. (*1488, †1530) 1519 Comte de Brienne, de Ligny, de Roussy; ⚭ Charlotte d’Estouteville, Tochter von Jacques, Seigneur de Blainville (Haus Estouteville)
          1. Antoine II. le Bon (†1557), 1530 Comte de Brienne, de Ligny etc.; ⚭ Margarete von Savoyen, († 1591), Tochter von René, genannt le grand bâtard de Savoie – Nachkommen siehe unten
          2. Louis III. († 1571) 1530 Comte de Roussy; ⚭ Antoinette d’Amboise (* 1495; † 1552), Tochter von Guy d’Amboise, Seigneur de Ravel (Haus Amboise)
          3. Jean († 1548), 1547 Bischof von Pamiers
          4. Georges (X in Italien nach 1537), Baron de Ghistelles
          5. Guillemette; ⚭ François de Vienne, Seigneur de Commarin, Baron de Ruffey, † 1559
          6. Françoise, († 1566); ⚭ I Bernhard III. Markgraf von Baden, † 1536 (Zähringer); ⚭ II Adolf IV., Graf von Nassau-Wiesbaden, † 1556
          7. Antoinette (* 1525; †1603), Äbtissin von Hyères
          8. Marie († 1597) Äbtissin von Notre-Dame de Troyes

      7. (I) Philippe, 1475 Äbtissin von Moncel
      8. (II) Louis II. († 1503), Principe di Altamura, Duca d’Andria e di Venosa; ⚭ Leonora de Guevarra, Tochter von Pietro, Marchese del Vasto
      9. (II) Jeanne, Nonne in Gent

    3. Catherine († 1492); ⚭ 1445 Arthur de Richemont (* 1393; † 1458), Connétable von Frankreich, 1457 Herzog von Bretagne
    4. Philippe, abbesse de Saint-Maixent
    5. Isabelle († 1472); ⚭ 1443 Charles IV d’Anjou (* 1414; † 1472), Duc du Maine
    6. Thibaut († 1477), Seigneur de Fiennes et Comte de Brienne, 1465 Bischof von Le Mans; ⚭ Philippote de Melun, † 1450, Tochter von Jean IV. de Melun, Burggraf von Gent – Nachkommen siehe unten
    7. Jacques (* um 1420; † 1487), Seigneur de Richebourg, Ritter des Ordens vom Goldenen Vlies; ⚭ Isabelle de Roubaix, Tochter von Pierre
      1. François
      2. Charles, † klein
      3. Isabelle, Dame de Richebourg; ⚭ Jean de Melun, Seigneur d’Antoing, † 1502 (Haus Melun)
      4. Jolande, Dame de Roubaix, † 1534; ⚭ Nicolas de Werchin, Baron de Werchin et de Cysoing, † 1513
      5. Louise, † 1518; ⚭ I Jean de Ghistelles, Herr von Dudzele, † 1506; ⚭ II Antoine de Croy, Seigneur de Sempry, Ritter des Ordens vom Goldenen Vlies, † 1545

    8. Waléran, † klein
    9. Jean, † in Afrika

  2. Louis (* 1391; † 1443), 1415 Bischof von Thérouanne, 1425 Kanzler von Frankreich, 1437 Erzbischof von Rouen, 1439 Kardinal
  3. Jean II. (* 1392; † 1441), Comte de Ligny et Guise; ⚭ Jeanne de Béthune († 1449), Vicomtesse de Meaux, Dame de Condé-en-Brie etc., Erbtochter von Robert VIII. (Haus Béthune)
  4. Catherine, 1393 bezeugt
  5. Jeanne, † 1420; ⚭ I Jean de Ghistelles, X 1415; ⚭ II Jean IV. de Melun, Burggraf von Gent, Ritter des Ordens vom Goldenen Vlies, † 1484 (Haus Melun)

### Die Herzöge von Piney und Luxembourg
1. Antoine II. le Bon (†1557), 1530 Comte de Brienne, de Ligny etc.; ⚭ Margarete von Savoyen, († 1591), Tochter von René, genannt le grand bâtard de Savoie – Vorfahren siehe oben
  1. Jean IV. († 1576) 1557 Comte de Brienne, de Ligny etc.; ⚭ Guillemette von der Marck († 1592), Tochter Roberts de La Marck, duc de Bouillon
    1. Antoine, † klein, Vicomte de Machault
    2. Marguerite († 1566)
    3. Charles II. († 1608) 1576 Comte de Brienne et de Ligny; ⚭ Marie de Nogaret de La Valette, Tochter von Jean, Seigneur de La Valette
    4. François († 1576)
    5. Louise († 1647) 1608 Comtesse de Brienne; ⚭ I Georges d’Amboise, Baron de Cassaubon; ⚭ II Bernard de Béon, Marquis de Bouteville, † 1628
    6. Diane († 1624) Duchesse de Piney; ⚭ I Louis de Ploësquellec, Comte de Kerman; ⚭ II Louis de Luxembourg-Pontailler, Duc de Piney, Comte de Ligny, † 1622

  2. Madeleine; ⚭ Christophe Juvénal des Ursins, Marquis de Trainel, X 1573
  3. Antoine († 1573) Baron de Piney
  4. François († 1613), 1557 Comte de Roussy, 1581 Duc de Piney, Pair de France, Prince de Tingry, 1680 Comte de Ligny; ⚭ 1) Diane de Lorraine († 1586) Tochter von Claude de Lorraine, duc d’Aumale; ⚭ 2) Marguerite de Lorraine († 1625) Tochter von Nicolas de Lorraine, Herzog von Mercœur
    1. (I) Henri (* 1583, † 1616) 1613 2. Duc de Luxembourg et de Piney, Pair de France, Prince de Tingry, Comte de Brienne, de Ligny et de Roussy; ⚭ Madeleine de Montmorency, † 1615, Tochter von Guillaume de Montmorency, seigneur de Thoré
      1. Marguerite Charlotte (* 1607, † 1680) 1616 Duchesse de Luxembourg et de Piney, Comtesse de Ligny etc.; ⚭ I 1620 Léon d’Albert de Luynes, 1621 3. Duc de Piney et de Luxembourg, Pair de France, † 1630 (Haus Albert); ⚭ II 1631 Charles Henri de Clermont, Duc de Luxemburg et de Piney, † 1674 (Haus Clermont-Tonnerre)
        1. (II) Madeleine de Clermont-Tonnerre; ⚭ 1661 François-Henri de Montmorency, Comte de Luxe et de Bouteville, dann Duc de Luxembourg et de Piney

      2. Marie Liesse (* 1611, † 1660) 1616 Princesse de Tingry; ⚭ Ehevertrag von 1620 Henri de Lévis, 1622/31 3. Duc de Ventadour († 1680) (Haus Lévis) – Marie und Henri wählen 1628 den geistlichen Stand
      3. Antoine (unehelich, Mutter: NN Chapelotte) († 1652) Bâtard de Luxembourg, Comte de Rosnay; ⚭ Catherine Marguerite de La Baume
        1. Edmée Catherine († 1720); ⚭ Charles bâtard de Clermont

    2. (I) Antoinette († 1596)
    3. (I) Louise († 1602) Äbtissin von Notre-Dame de Troyes
    4. (I) Marguerite († 1645) ⚭ René Potier, 1. Duc de Tresmes, Pair de France, † 1670
    5. (I) Françoise († 1583)
    6. (I) Gabrielle († klein)
    7. (II) Françoise († klein)

  5. Henri, † 6 Wochen alt

### Die Herren von Fiennes und Herzöge von Penthièvre
1. Thibaut de Luxembourg († 1477), Seigneur de Fiennes et Comte de Brienne, 1465 Bischof von Le Mans; ⚭ Philippote de Melun, † 1450, Tochter von Jean IV. de Melun, Burggraf von Gent (Haus Melun) – Vorfahren siehe oben
  1. Louise, Hélène, Isabeau, Nonnen
  2. Madeleine († nach 1498); ⚭ (1) Charles de Sainte-Maure, Comte de Nesle (Haus Saint-Maure); ⚭ (2) Jacques Chabot († 1495/1500), Seigneur d’Apremont et de Brion, 1493 Comte de Jarnac
    1. Philippe Chabot (* 1492, † 1543), Admiral von Frankreich

  3. Jacques I. († 1487), Seigneur de Fiennes; ⚭ Marie de Berlaymont († 1529), Dame de Ville, de La Hamaide, de Vasières etc., Tochter von Gérard de Berlaymont und Marie de La Hamaide
    1. Marguerite (* 1478, † 1492), Kanonissin in Sainte-Waudru in Mons
    2. Philippote († 1525); ⚭ (1) Robert de Béthune (Haus Béthune); ⚭ (2) 1501 Antoine I. († 1532), Baron de Ligne, 1503 Comte de Fauquembergues, Sohn von Jean IV. de Ligne, Baron de Ligne, und Jacqueline de Croy (Haus Ligne)
    3. Jacques II. († 1517) Seigneur de Fiennes, d‘Armentières, de Sotteghem, d’Arquenghien et d’Auxi-le-Château, 1517 Herr von Gavere, 1518 Comte de Gavre, kaiserlicher Kämmerer, 1491 Ritter des Ordens vom Goldenen Vlies (Nr. 107); ⚭ Marguerite von Brügge, Dame d’Auxi, de Flavy et de Fontaines, Tochter von Jean IV., Herr von Gruuthuse, 2. Earl of Winchester, Prinz von Steenhuise, Knight of the Garter[1]
      1. Françoise († 1557), Dame de Fiennes, de Gavre, 1540 Princesse de Gavre; ⚭ 1516 Johann IV. von Egmond (* 1499; † 1528), Graf von Egmond, Ritter des Ordens vom Goldenen Vlies (Nr. 149), Sohn von Johann III. von Egmond und Magdalena von Werdenberg (Haus Egmond)
      2. Marguerite († nach 1529); ⚭ 1521 Antoine (de Barbançon) († 1526), Baron von Werchin, Erbseneschall von Hennegau, Sohn von Nicolas de Barbançon und Yolande de Luxembourg
      3. Jacques III. († 1532), 1518 2. Comte de Gavre, Seigneur de Fiennes, Generalkapitän von Flandern, 1519 Ritter des Ordens vom Goldenen Vlies (Nr. 162); ⚭ Hélène de Croy, Tochter von Henri, Comte de Porcéan et de Seneghem, und Charlotte de Châteaubriand
      4. Jean († klein)

    4. Jacqueline († nach 1515); ⚭ vor 1494 Charles I. de Lalaing (* 1466; † 1525), Comte de Lalaing, Ritter des Ordens vom Goldenen Vlies (Nr. 117), Sohn von Josse de Lalaing und Bonne de la Viefville
    5. Marie; ⚭ (1) Daniel X. (1483/89 bezeugt), Herr von Bouchout (Meise (Belgien), Burggraf von Brüssel, Sohn von Johann von Bouchout und Johanna von Vianen; ⚭ (2) Martin von Horn († 1570), Comte de Houtekerke, 1541/65 Herr von Gaesbeek, Sohn von Maximilian von Horn, Graf von Houtekerke, und Barbara von Montfort (Haus Horn)[2]
    6. François († 1509), 1507 Bischof von Le Mans
    7. Antoine († klein)
    8. Jean († 1508), Seigneur de Ville, Ritter des Ordens vom Goldenen Vlies (Nr. 114); ⚭ 1502 Elisabeth von Culemburg († 1555), 1504 in Culemborg, Hoogstraten, Borsselen und Zuylen, Tochter von Jacques, Herr von Culemburg etc., sie heiratete in zweiter Ehe 1509 Antoine I. de Lalaing († 1540), Comte de Hoogstraten, Ritter des Ordens vom Goldenen Vlies (Nr. 135)

  4. Philippe (* 1445, † 1519), 1476–1507 und 1509–1519 Bischof von Le Mans, 1495 Kardinal, 1496 Bischof von Thérouanne
  5. Jean († 1485), Herr zu Sotteghem; ⚭ Jacqueline de Gavre († 1503), Erbin von Escornaix/Schorisse, Hoorebeeke etc., Tochter von Arnoud de Gavre, Baron d’Escornaix, und Sibylle de Ligne
  6. Guillemette († vor 1500); ⚭ (1) 1462 Amé II. de Sarrebruck-Commercy, † 1476, Comte de Braine, Seigneur de Commercy, Sohn von Robert I. von Saarbrücken-Commercy und Jeanne de Pierrepont, Gräfin von Roucy und Braine (Maison de Broyes); ⚭ (2) 1478 Gilles de Belleville, † 1503, Seigneur de Montagu, Sohn von Jean III. de Harpedane, Seigneur de Belleville (Haus Harpedane), und Marguerite Batârde de Valois (Tochter von König Karl VI. und Odette de Champdivers) (Haus Valois)
  7. François I., Vicomte de Machault (1481/1511 bezeugt), Seigneur de Tergnier, de Belmont, de Vevey, de Monthey et d’Évian, 1491 Gouverneur von Provence; ⚭ 1487 Luise von Savoyen (* 1467, † 1530), Dame d’Évian, de Festerne, de Monthey, de Vevey et de La Tour-de-Peilz, Tochter von Janus von Savoyen, Comte de Faucigny, Witwe von Ludwig von Savoyen, Markgraf von Gex (Haus Savoyen)
    1. François II. († 1553), Vicomte de Martigues, 1513 zu Vevey, Èvian, Belmont und Monthey, 1534 Generalgouverneur von Savoyen; ⚭ Charlotte de Brosse, dite de Bretagne, Dame de Penthièvre, de Chevreuse et d’Étampes, Tochter von René, Comte de Penthièvre (Haus Brosse)
      1. Charles (X 1553), Vicomte de Martigues, Seigneur de Tergnier; ⚭ 1548 Claude de Foix, Comtesse de Rethelois, Tochter von Odet de Foix, Comte de Comminges, Vicomte de Lautrec, Marschall von Frankreich (Haus Grailly), Witwe von Guy XVI. de Laval, Comte de Laval (Haus Montfort-Laval)
        1. Henri († klein)

      2. Madeleine, Dame d’Apremont, de Pleslo et de Boussac; ⚭ 1563 Georges II. de La Trémoille († 1584), Baron de Royan et d’Olonne, Sohn von François de La Trémoille, Vicomte de Thouars, und Anne de Laval (Haus La Trémoille)
      3. Philippe († jung)
      4. Sébastien de Luxembourg (X 1569), Comte de Penthièvre, 1560 Duc d’Étampes, Seigneur de Vevey, 1569 Duc de Penthièvre, Pair de France; ⚭ 1560 Marie de Beaucaire († 1613), Dame de Puyguillon, Tochter von Jean, Seigneur de Puy-Guillon, Seneschall von Poitou und Guyenne, und Guyonne du Breuil
        1. Jeanne († klein)
        2. Marie (* 1562, † 1624), 1569 2. Duchesse de Penthièvre et d’Étampes, Pair de France, Vicomtesse de Martigues; ⚭ 1579 Philippe-Emmanuel de Lorraine (* 1558; † 1602), 1577 2. Duc de Merœur, Pair de France, Gouverneur von Bretagne, 1599 kaiserlicher Generalleutnant, Sohn von Nicolas de Lorraine, duc de Mercœur und Jeanne de Savoie-Nemours

    2. Gabriel, Johanniterordensritter